# Вьяна
Вья́на (исп. Viana) — город и муниципалитет в Испании, входит в провинцию Наварра. Муниципалитет находится в составе района (комарки) Эстелья-Оксиденталь. Занимает площадь 78,62 км². Население — 3 937 человек (на 2010 год).

## История
С момента вторжения арабов в Испанию городок находился в их руках, в 923 г. отвоеван войсками короля Наварры Санчо I.
Находится на древнем пути паломников с севера через Памплону к мощам св. апостола Иакова в Сантьяго-де-Компостела (см. Дорога французских королей).
Основанная в 1219 году наваррским королём Санчо VII и окружённая крепкими стенами, крепость Виана на протяжении веков оставалась важнейшей крепостью на юго-западе Наварры. В 1275 г. ею овладел кастильский инфант Фердинанд де Ла Серда. Король Карл Благородный учредил в 1423 г. для своего внука титул принца Вианского, который с тех пор носил всякий наследник наваррской короны.
В XV веке спор кастильской и наваррской корон о принадлежности Вианы вспыхнул с новой силой. В 1451—66 гг. город был оккупирован кастильцами. В начале XVI века от имени кастильской короны Виану удерживал граф Леринский. Наваррский король отправил на отвоевание Вианы своего зятя Чезаре Борджиа, во время осады тот был убит. Его тело было захоронено в вианской церкви Девы Марии, позже выброшено из неё, сейчас могила находится во дворе церкви.
В 1512 году войска короля Фердинанда присоединили значительную часть королевства Наварра, в том числе и этот город, к его владениям.

## Население
| Год  | Численность | Численность   |
| ---- | ----------- | ------------- |
| 2001 | 3614        | [ 5 ]         |
| 2002 | 3563        | [ 6 ]         |
| 2004 | 3580        | [ 7 ]         |
| 2005 | 3596        | [ 8 ]         |
| 2006 | 3661        | [ 9 ]         |
| 2007 | 3711        | [ 10 ]        |
| 2008 | 3759        | [ 11 ]        |
| 2009 | 3812        | [ 12 ]        |
| 2010 | 3937        | [ 13 ]        |
| 2011 | 4018        | [ 14 ]        |
| 2012 | 4022        | [ 15 ]        |
| 2013 | 4062        | [ 16 ]        |
| 2014 | 4084        | [ 17 ]        |
| 2015 | 4048        | [ 18 ]        |
| 2016 | 4025        | [ 19 ]        |
| 2017 | 4078        | [ 20 ]        |
| 2018 | 4156        | [ 21 ] [ 22 ] |
| 2019 | 4209        | [ 23 ]        |
| 2020 | 4260        | [ 24 ]        |
| 2021 | 4341        | [ 25 ]        |
| 2022 | 4366        | [ 26 ]        |
| 2023 | 4370        | [ 27 ]        |
| 2024 | 4413        | [ 1 ]         |

## Известные уроженцы, жители
- Агустин Армендарис-и-Мурильо, Адриан-и-Отасу (1786—1875) — испанский прогрессивистский политик.